# Cantone di Arudy
Il Cantone di Arudy era una divisione amministrativa dell'arrondissement di Oloron-Sainte-Marie.
È stato soppresso a seguito della riforma complessiva dei cantoni del 2014, che è entrata in vigore con le elezioni dipartimentali del 2015.
Comprendeva i comuni di:
- Arudy
- Bescat
- Buzy
- Castet
- Izeste
- Louvie-Juzon
- Lys
- Rébénacq
- Sainte-Colome
- Sévignacq-Meyracq